# Ibrahim El-Zayat
Ibrahim Farouk El-Zayat (arabisch إبراهيم فاروق الزيات, DMG Ibrāhīm Fārūq az-Zayyāt; * 1968 in Marburg) ist ein deutscher Funktionär islamischer Organisationen in Europa.

## Leben
Ibrahim El-Zayat ist der Sohn des ägyptischen Imams Farouk El-Zayat und einer Deutschen aus Ostpreußen. Er ist in Marburg aufgewachsen, wo er bis ins Jahr 1987 die Martin-Luther-Schule (Gymnasium) besuchte. Danach studierte er Wirtschaftsingenieurwesen, Jura und Volkswirtschaft in Darmstadt, Marburg und Köln. Seine Diplomarbeit befasste sich mit der „kritischen Würdigung von Konzepten einer islamischen Wirtschaftsordnung“.
Ibrahim El-Zayat ist verheiratet mit Sabiha El-Zayat-Erbakan und Vater vierer Töchter. Seine Frau ist die Schwester des IGMG-Funktionärs Mehmet Sabri Erbakan.
Er ist einer der Unterzeichner der Botschaft aus Amman (Amman Message).

## Ämter und Tätigkeit
Seit frühester Jugend war El-Zayat in vielfältigen Jugendinstitutionen aktiv und zeitweilig für den RCDS stellvertretender AStA-Vorsitzender in Darmstadt.
Er war langjähriger Bundesvorsitzender, dann Vorstandsmitglied der „Muslim Studenten Vereinigung in Deutschland“ (MSV).
Auf europäischer Ebene war El-Zayat 1996 Mitbegründer und bis 2002 Vorsitzender des Forum of European Muslim Youth and Student Organizations (FEMYSO).
Er sitzt darüber hinaus im Vorstand der Federation of Islamic Organisations in Europe (FIOE), die Gründerin des „Europäischen Rates für Fatwa und Forschung“ (ECFR) seines Vorsitzenden, des führenden islamistischen Geistlichen Yusuf al-Qaradawi ist, und im Vorstand der von ihm 1995 mitgegründeten Gesellschaft Muslimischer Sozial- und Geisteswissenschaftler/Innen e. V. (GMSG) in Köln. 1997 wurde er Vorsitzender des Islamischen Zentrums Köln e. V. (IZK). El-Zayat ist auch im Vorstand der muslimischen Hilfsorganisation „Islamic Relief Deutschland“ in Köln und Berlin sowie „Trustee“ (Treuhänder) der „Islamic Relief Worldwide“ in Birmingham (UK). Im Jahr 2000 wurde El-Zayat als Europa-Berater der Islamischen Organisation für Bildung, Wissenschaft und Kultur (ISESCO) und „Trustee“ des „Institut Européen des Sciences Humaines“ (IESH) bei Chateau-Chinon (Frankreich) vorgestellt.
Im Jahre 2006 nahm er an einer im Europäischen Parlament organisierten Konferenz des Brüsseler European Jewish Community Centres teil, die sich mit den Konsequenzen des dänischen Karikaturenstreits auseinandersetzte.
El-Zayat war jahrelang Europa-Vertreter der finanzkräftigen World Assembly of Muslim Youth (WAMY), die der saudi-arabischen Regierung nahesteht. Im 1989 von Saudi-Arabien geschaffenen Dachverband Islamisches Konzil in Deutschland (IKD) hatte er eine Spitzenposition als Generalsekretär inne.
Bei der Wahl für den Vorsitz des Zentralrats der Muslime (ZMD) am 4. Februar 2001 unterlag El-Zayat knapp gegen Ayyub Axel Köhler.
Ab Februar 2002 war El-Zayat Präsident der IGD und wurde 2006 für weitere vier Jahre im Amt bestätigt. Im Januar 2010 kandidierte er aufgrund satzungsrechtlicher Vorgaben, die eine maximale Anzahl von zwei Legislaturperioden vorsehen, nicht. Sein Nachfolger im Amt ist Samir Falah.
Als Generalbevollmächtigter der Europäischen Moscheebau- und Unterstützungsgemeinschaft (EMUG) verwaltet El-Zayat die etwa 300 Milli-Görüş-Moscheen in Deutschland.
Er ist auch Sekretär der 1996 gegründeten Stiftung „Nederlandse Moskeeenbouw – en Ondersteunings Gemeenschap“, die den Grundbesitz der niederländischen Milli Görüs verwaltet.
1997 gründete El-Zayat die Firma „SLM Liegenschaftsmanagement Gesellschaft für Finanzvermittlung und Consulting mbH“, die Grundstücke für Moscheebauten kauft sowie Moscheevereine beim Vorgehen zur Erlangung von Baugenehmigungen und der Finanzierung berät. Darüber hinaus betätigt er sich als Makler beim Kauf und Verkauf von Büro- und Geschäftsimmobilien für Privatinvestoren aus arabischen Ländern.
Er ist Mitglied des European Muslim Network (EMN).

## Moscheebauprojekte
El-Zayats Firma soll in der Vergangenheit an etwa 100 Moscheebauprojekten beteiligt gewesen sein und 2007 an etwa 30 Projekten arbeiten.
Die EMUG war unter anderem am Moscheebau in Bretzenheim bei Mainz, an der Moschee auf dem Gräselberg bei Wiesbaden sowie an der Moschee in Freising beteiligt.
El-Zayat wurde als Geschäftsführer der SLM Liegenschaftsmanagement GmbH vom Verein „Inssan e. V.“ mit dem Großprojekt eines islamischen Kulturzentrums in Berlin beauftragt. Er erwarb als Vertreter des „European Trust“ im März 2002 ein 2.600 Quadratmeter großes Grundstück in der Pflügerstraße in Neukölln für 370.000 Euro aus europäischen und arabischen Quellen und hält auch eine Option für ein Nachbargrundstück. Das islamische Kulturhaus mit Moschee, Bibliothek, Konferenz- und Seminarräumen, Jugendzentrum, einer Schule, Schwimmbad, Wohnungen und Geschäften sollte auf sechs Geschossen eine Fläche von mehr als 8.000 Quadratmetern haben. Die Senatsverwaltung für Stadtentwicklung des Senats von Berlin ließ in einer Pressemitteilung in Bezug auf eine Entscheidung des Verwaltungsgerichts Berlin verlauten, dass sie sich gegen das Vorhaben an dem geplanten Standort ausgesprochen habe, da es „in seiner Größe nicht in einem Wohngebiet errichtet werden dürfe“. Neben den baurechtlichen Bedenken hatte die Baustadträtin von Neukölln, Stefanie Vogelsang, auch Skepsis über die inhaltliche Unabhängigkeit des Kulturzentrums von seinen finanziellen Förderern geäußert: „Nennen Sie mir irgendjemanden, geben sie mir irgendjemanden, der mir 15–20 Millionen schenkt und dafür keine Bedingungen an mich hat, zu dem gehe ich auch sofort.“ Das Verwaltungsgericht Berlin bestätigte die Verweigerung der Baugenehmigung im Juni 2007.
Im Juli 2007 wurden Pläne öffentlich, wonach im Mierendorff-Kiez in Berlin-Charlottenburg ein mit 4.800 Quadratmetern Nutzungsfläche halb so großer Kultur- und Moscheekomplex für 700 Betende gebaut werden soll. Die 2,9 Millionen Euro Grundstückspreis will Inssan zu einem Drittel aus in Deutschland gesammelten Spenden aufbringen, für den Rest gebe es Zusagen von Sponsoren aus arabischen Ländern.
Auch im europäischen Ausland ist El-Zayat in den Moscheebau involviert. Seit 1994 versuchte die Millî Görüş erfolglos in Amsterdam eine Moscheebaugenehmigung für die „Westermoskee“ (Westliche Moschee) auf einem Grundstück von 2000 Quadratmetern zu bekommen. Schließlich trafen der Amsterdamer Stadtbezirk De Baarsjes, die Wohnungsbauvereinigung „Woningbouwvereniging Het Oosten“ und die nordniederländische Milli Görüş unter ihrem liberalen und integrationsorientierten Vorsitzenden Haci Karacaer einen Kompromiss über städtische Bebauungsplanänderungen und die „finanzielle, rechtliche und mentale“ Unabhängigkeit der neuen Moschee von der konservativeren Millî-Görüş-Deutschland-Zentrale in Kerpen. Der Anfang 2006 begonnene Moscheebau kam jedoch Ende 2006 zum Stillstand durch interne Konflikte der Milli Görüş und Vertrauensverlust der Wohnungsbauvereinigung.
Im Januar 2007 wurde bekannt, dass in einem Geheimvertrag vom November 2005, unterschrieben unter anderem von El-Zayat (EMUG-Geschäftsführer) und Yavuz Çelik Karahan (EMUG-Vorsitzender), in Köln bereits die Machtübernahme der deutschen Milli Görüş festgelegt worden war. Im Mai 2007 drohte der auf Kerpener Druck hin eingesetzte Milli-Görüş-Chef Fatih Üçler Dağ mit Aufrufen zum „gewaltlosen Aufstand“ aller Türken Europas gegen die Gemeinde Amsterdam im Fernsehsender Al-Jazeera.

## Verbindungen zur Muslimbruderschaft
Das Innenministerium des Landes Nordrhein-Westfalen befindet, El-Zayats Verbindungen reichen „durch persönliche Kontakte von Funktionären und gemeinsame Projekte sowohl in den Bereich von islamisch-extremistischen Organisationen arabischstämmiger als auch türkischstämmiger Muslime, sowie zu einer islamischen Hilfsorganisation, die im Verdacht steht, heimlich den islamistischen Terrorismus zu unterstützen“. El-Zayat wurde am 19. März 2004 auf der Yusuf al-Qaradawi nahestehenden Website „www.islam-online.net“ als Vertreter der Muslimbrüder in Deutschland bezeichnet.
Im April 2005 hatte El-Zayat die CDU-Bundestagsabgeordnete Kristina Schröder verklagt, da sie ihn im Zusammenhang einer Vortragseinladung als „Funktionär der Muslimbruderschaft“ bezeichnete. Die Klage wurde vom Landgericht München I und im Dezember 2005 vom Oberlandesgericht München zurückgewiesen, da diese Formulierung als Meinungsäußerung zulässig sei.
Im Februar 2007 wurde von ARD und Die Welt berichtet, dass der in Kairo wohnhafte damalige oberste Führer der islamistischen Muslimbruderschaft, Mohammed Mahdi Akef, in einem Interview El-Zayat als „Chef der Muslimbrüder in Deutschland“ bezeichnete. Auf der Homepage der Muslimbruderschaft wurde er ebenfalls als Mitglied geführt. El-Zayat ließ beiden Meldungen seine Gegendarstellungen folgen. Von einem ägyptischen Militärgericht wurde er im März 2007 zusammen mit 39 Funktionären der Muslimbruderschaft der „Nutzung terroristischer Methoden zur Durchsetzung ihrer Ziele“ angeklagt. Am 15. April 2008 wurde El-Zayat in Abwesenheit schließlich zu 10 Jahren Haft wegen Geldwäsche zugunsten einer verbotenen Organisation verurteilt. Auf der Liste der verurteilten Muslimbrüder, die auf der Website der Muslimbruderschaft veröffentlicht wurde, ist er die Nr. 4. Die Rechtsstaatlichkeit des Verfahrens wird von amnesty international angezweifelt, da die teils in absentia angeklagten Zivilisten in nicht-öffentlichen Verhandlungen vor einem ägyptischen Militärgericht standen (durch die Notstandsgesetze seit 1981 ermöglicht), statt vor einem ordentlichen Gericht.
Während El-Zayat eine Mitgliedschaft in der Muslimbruderschaft immer bestritt, bezeichnete er sie als „die wichtigste islamische Reformbewegung im 20. Jahrhundert“, die sich „für die Befreiung der Frau, für die Lösung sozialer Probleme“ einsetze und „eine an Raum und Zeit angepasste Interpretation des Korans“ fordere – alles Ziele, die er unterstütze. In einem Artikel in dem islamischen Jugendmagazin „TNT“, Ausgabe 1/1996, soll El-Zayat nach Angaben der Partei Die Republikaner im Jahre 1995 geschrieben haben: „Ich glaube nicht, dass es unmöglich ist, dass der Bundeskanzler im Jahre 2020 ein in Deutschland geborener und aufgewachsener Muslim ist, dass wir im Bundesverfassungsgericht einen muslimischen Richter oder eine muslimische Richterin haben… Dieses Land ist unser Land und es ist unsere Pflicht, es positiv zu verändern. Mit der Hilfe Allahs werden wir es zu unserem Paradies auf der Erde machen, um es der islamischen Umma und der Menschheit insgesamt zur Verfügung zu stellen.“ Die Originalstelle lautet allerdings anders, nicht „um es der islamischen Umma […] zur Verfügung zu stellen“, sondern „und es […] zur Verfügung stellen“.
Pressemeldungen vom 20. März 2009 zufolge ermittelte die Münchener Staatsanwaltschaft seit 2007 gegen El-Zayat als Hauptbeschuldigten und sechs weitere Islam-Funktionäre wegen des Verdachts, „Kopf einer kriminellen Vereinigung (zu) sein“, die Gelder erschwindele und damit islamistische Ziele verfolge. Die Rede war unter anderem von „gewerbs- und bandenmäßigem“ Betrug in mehreren Fällen, Urkundenfälschung, Untreue, Geldwäsche und Verstoß gegen das Kreditwesengesetz. Am 21. September 2010 wurde bekannt, dass die Staatsanwaltschaft München alle Ermittlungen gegen ihn eingestellt hat. Der ebenfalls angeklagte Generalsekretär der Islamischen Gemeinschaft Millî Görüş, Oguz Üçüncü, warf den Ermittlungsbehörden vor, mit dem Verfahren politische Zwecke verfolgt zu haben.